# DVB-IPI
DVB-IPI / DVB-IPTV ist ein offener Digital-Video-Broadcasting-Standard für die Übertragung von Audio- und Videodiensten über das Internet Protocol (IP). IPI steht dabei für Internet Protocol Infrastructure.

## Entwicklung
DVB-IPI ist ein herstellerunabhängiger ETSI-Standard (European Telecommunications Standards Institute). Er ist ein möglicher und derzeit der favorisierte Übertragungsstandard für IPTV. Er wird zurzeit von den öffentlich-rechtlichen Sendern für die Übertragung ihrer Programme über das Internet Protocol vorausgesetzt. Im Moment sind die öffentlich-rechtlichen Sender im VDSL-Netz der Deutschen Telekom (Telekom Entertain), im Arcor- und HanseNet-Netzwerk unverschlüsselt über den Standard empfangbar.
DVB-IPI wurde zwar bereits 2001 spezifiziert, derzeit gibt es aber nur sehr wenig Fernsehgeräte, die den Standard unterstützen.

## Technik
Bei DVB-IPI werden die Videobilder dem DVB-Datenstrom (MPEG-2 und MPEG-4 AVC) entnommen und erhalten anschließend einen IP-Rahmen für die Verteilung über IP-Netze. DVB-IPI unterstützt neben der Übertragung von kostenlosem linearen Fernsehen auch sogenannte „Container“. Diese realisieren den Zugriff durch DRM für die Übertragung von Bezahlfernsehen und Video-on-Demand (VoD).